# (4407) Taihaku
(4407) Taihaku ist ein Hauptgürtelasteroid, der am 13. Oktober 1988 von Masahiro Koishikawa am Sendai-Observatorium entdeckt wurde.
Der Asteroid wurde nach dem Taihaku-ku, einem der fünf Stadtbezirke Sendais, benannt.